# Polituara
Polituara  est un village de la province de Huesca, situé à environ cinq kilomètres au nord du village de Biescas, auquel il est rattaché administrativement, dans la Tierra de Biescas. Il est inhabité depuis les années 1970, ses habitants ayant été expropriés dans le cadre de la construction du barrage de Búbal (es).